# Saor Patrol
Saor Patrol ([ˈʃoːɐ̯ pətrol], dt. „Freiheits Patrol“) ist eine schottische Folk-Band mit Wurzeln in Schottland, heute angesiedelt in Deutschland und den Niederlanden.
Hauptsächlich spielt die Band eigene Stücke. Alle Songs sind instrumental und werden mit Great Highland Bagpipe, Trommeln und E-Gitarre gespielt.

## Bandmitglieder

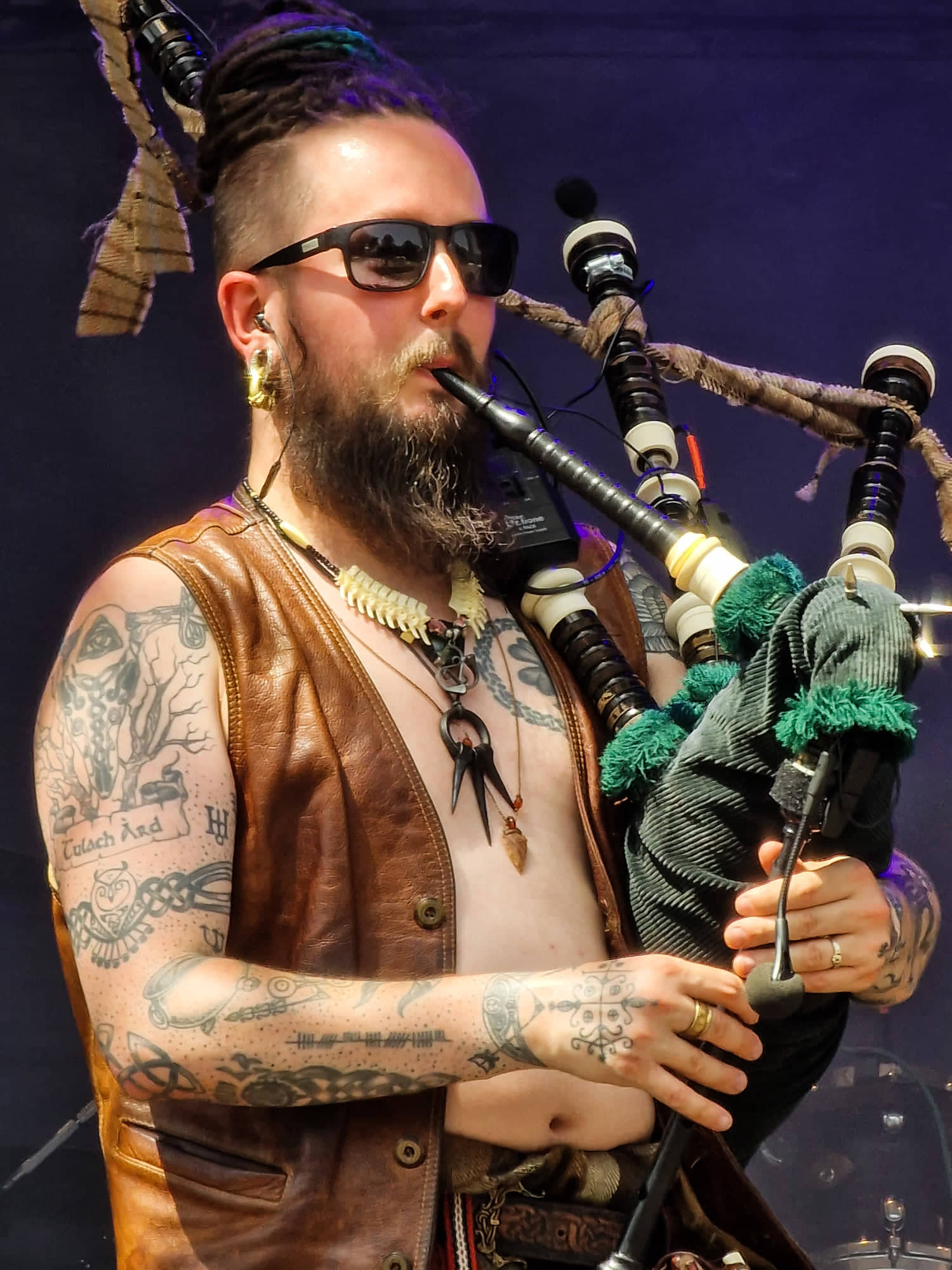
Basti Brigaldino
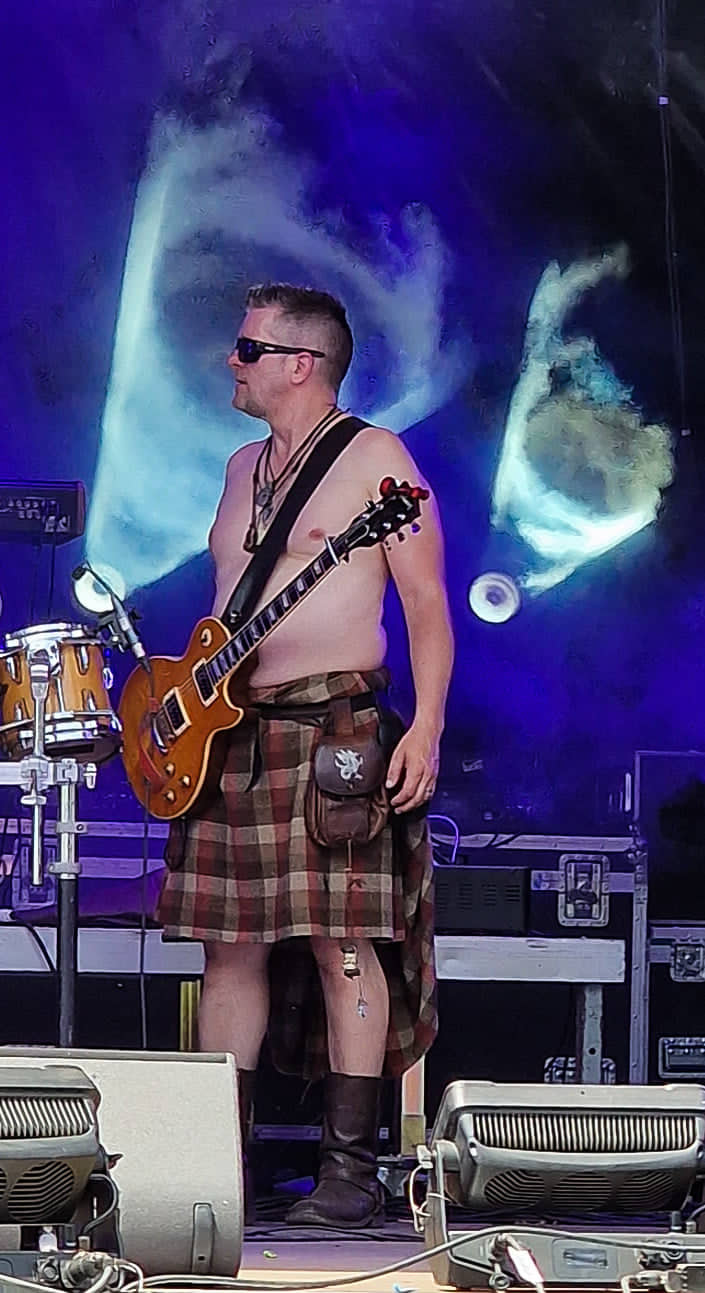
Steve Legget
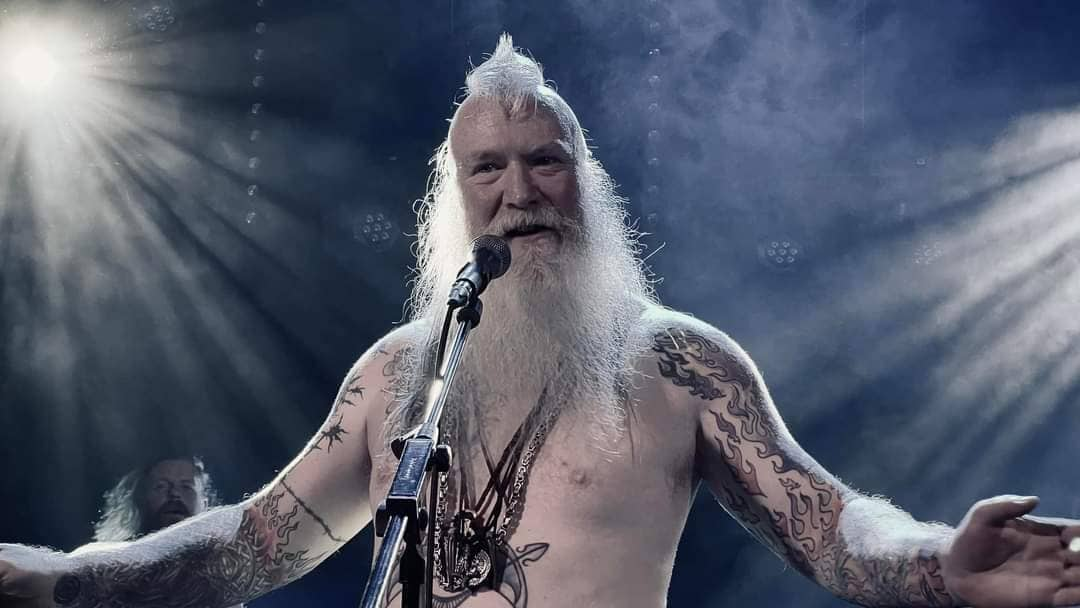
Kev Johnston
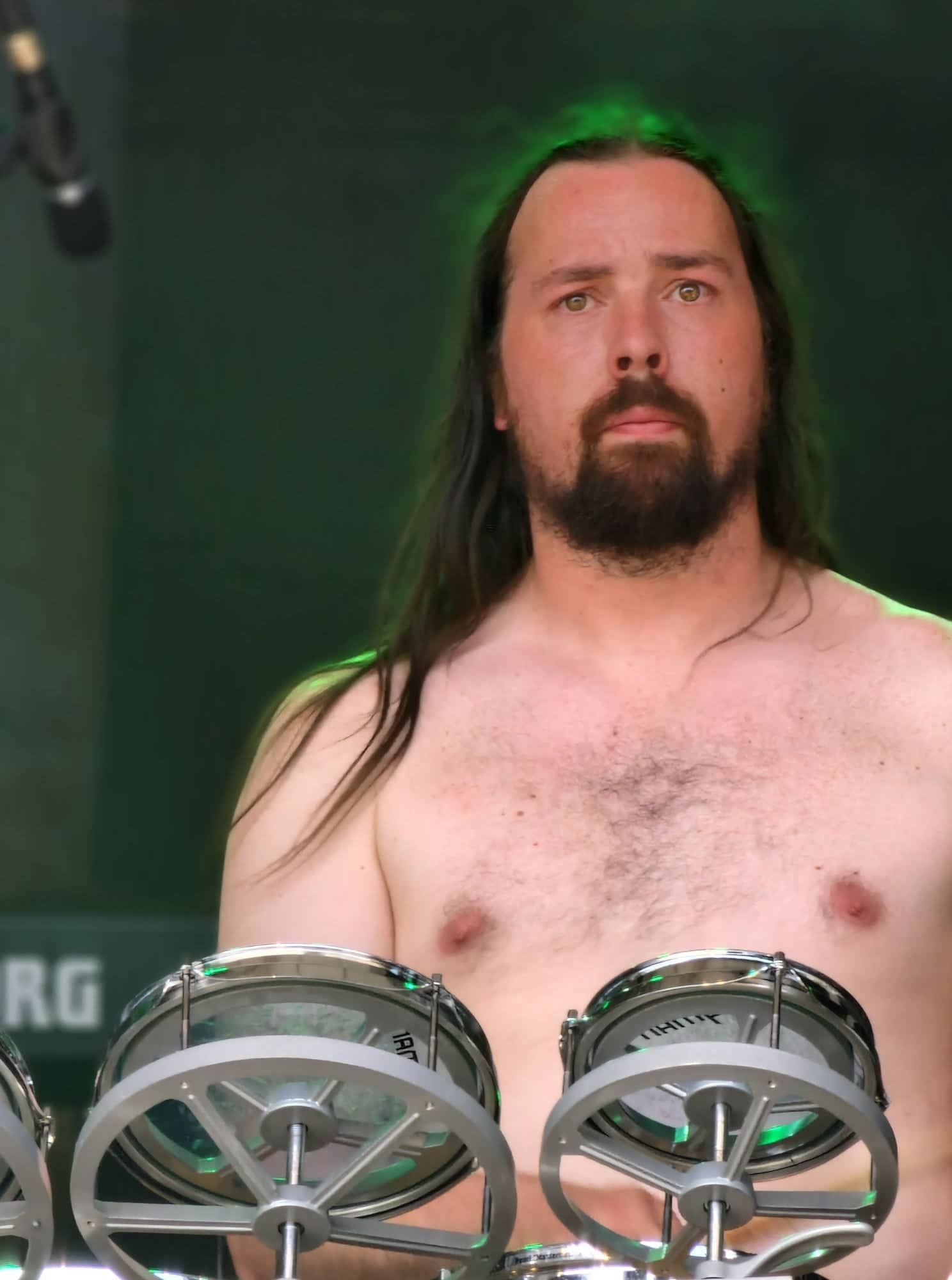
Kenny Dutscher

## Diskografie
- 2001: Esspee (Banshee Records)
- 2003: Black Bull (Banshee Records)
- 2005: Full Boar (Banshee Records)
- 2006: Full Throttle (Banshee Records)
- 2009: Hands across the Border (Banshee Records, auch als DVD)
- 2010: The Stomp-Scottish Pipes and Drums Untamed (ARC Music)
- 2011: Duncarron (ARC Music)
- 2012: Two Headed Dog (Duncarron electric) (ARC Music)
- 2013: Die Krieger (Live) (ARC Music)
- 2014: Early Years (ARC Music)
- 2014: Outlander (ARC Music)
- 2015: Open Air Asylum (Live) (ARC Music)
- 2018: Battle of Kings (ARC Music)
- 2022: 2.0 (Saor Patrol GbR.)